# Parada de Wellington
Wellington es una parada de la línea Ibaiondo - Salburua del tranvía de Vitoria, explotado por Euskotren Tranbia. Fue inaugurada el 23 de diciembre de 2008 junto a todas las paradas del ramal de Ibaiondo, desde la de Angulema hasta la de Ibaiondo.

## Localización
Se encuentra ubicada en la Calle Duque de Wellington, junto al Centro Comercial de Lakua.

## Líneas
| Líneas que prestan servicio en la parada de Wellington |               |       |             |             |
| << Cabecera                                            | < Anterior    | Línea | Siguiente > | Cabecera >> |
| Ibaiondo                                               | Lakuabizkarra | TVG   | Txagorritxu | Salburua    |